# I Cry at Night
I Cry at Night è un brano composto dall'artista britannico Elton John; il testo è di Bernie Taupin.

## La melodia e il testo
Originariamente pubblicato come B-side del singolo Part-time Love, nel 1998 venne inserito nella versione rimasterizzata dell'album A Single Man. 
Musicalmente parlando, mette in evidenza solo due strumenti: un pianoforte a coda, suonato da Elton, e un sintetizzatore.
La semplicità della melodia si incastra alla perfezione con la tristezza intrinseca del testo, scritto da Bernie Taupin al tempo del divorzio da Maxine Feibelman (l'ispiratrice della famosa Tiny Dancer). I Cry at Night proviene quindi dalle sessions dell'album Blue Moves, e come molti altri pezzi di questo LP rispecchia gli stati d'animo di un Taupin in crisi coniugale e di un Elton devastato da alcool e droghe, oltre che in preda alla depressione.
Sebbene sia uno dei brani preferiti dai fans della rockstar, la canzone non è mai stata eseguita live.